# 索諾拉 (密蘇里州)
索諾拉（英語：Sonora）是位於美國密蘇里州艾奇遜縣的鬼鎮。

## 歷史
索諾拉的郵局於1872年設立，其後於1875年停運。

## 地理
索諾拉所處的海拔為高於海平面274米（即899英呎），而該地所採用的時區為UTC-6，即北美中部時區（CST）。同時該地設有夏令時間，為UTC-6調快一小時，即UTC-5（CDT）。